# Gentes de Hemsö
Gentes de Hemsö (del sueco Hemsöborna) es una novela del escritor sueco August Strindberg, escrita en

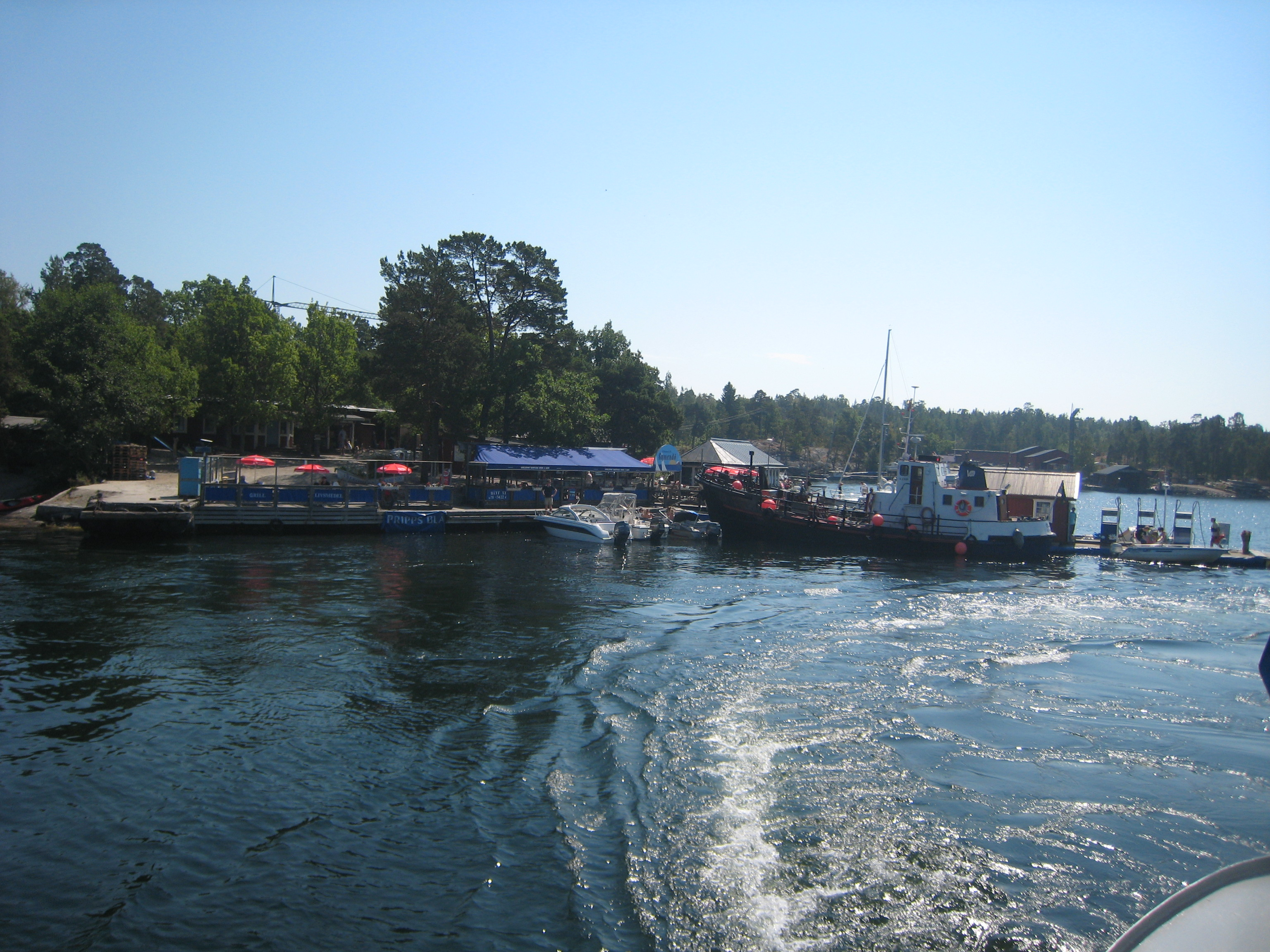
La isla de Kymmendö, inspiración de la ficticia Hemsö.

1887.

## Reseña
La novela está considerada como una de las mejoras obras de August Strindberg. Escrito en su mayor parte cuando el autor se encontraba en un exilio autoimpuesto, fue publicado por la primera vez en 1887, por la editora Bonniers de Estocolmo. Tuvo un gran éxito desde su aparición.   La novela fue concebida en las propias palabras de Strindberg para reconquistar su público tras una fase marcada por la polémica y por el ostracismo literario.   La obra traza un cuadro de naturaleza física y humana del archipiélago sueco, cuna cultural de Suecia.  Es un fino retrato psicológico de varios personajes cautivantes,  Gentes de Hemsö compagina humor y lirismo, ocupando un lugar único en la obra posterior de Stringdberg sobrecargada de tensiones y conflictos psicológicos.  Ha sido adaptado para el teatro, el cine y la televisión, y traducido a varios idiomas.  Esta novela permanece hoy día como una de las obras más queridas por el pueblo sueco.  
- Datos: Q3287333